# Astro Boy: The Video Game
Astro Boy: The Video Game è un videogioco d'azione basato sul film d'animazione del 2009 Astro Boy. Il gioco è stato pubblicato in tutto il mondo il 20 ottobre 2009 in coincidenza con l'uscita nei cinema del film, avvenuta il 23 ottobre 2009. Il gioco include il doppiaggio di Freddie Highmore e Kristen Bell, che riprendono i propri ruoli nella storia del videogioco. Il videogioco è stato pubblicato dalla D3 Publisher in America Settentrionale per Wii, PlayStation 2, PlayStation Portable e Nintendo DS. La D3 Publisher si è anche occupata della pubblicazione del gioco in Giappone, dove però è stato reso disponibile esclusivamente per PSP.